# Color de gos com fuig

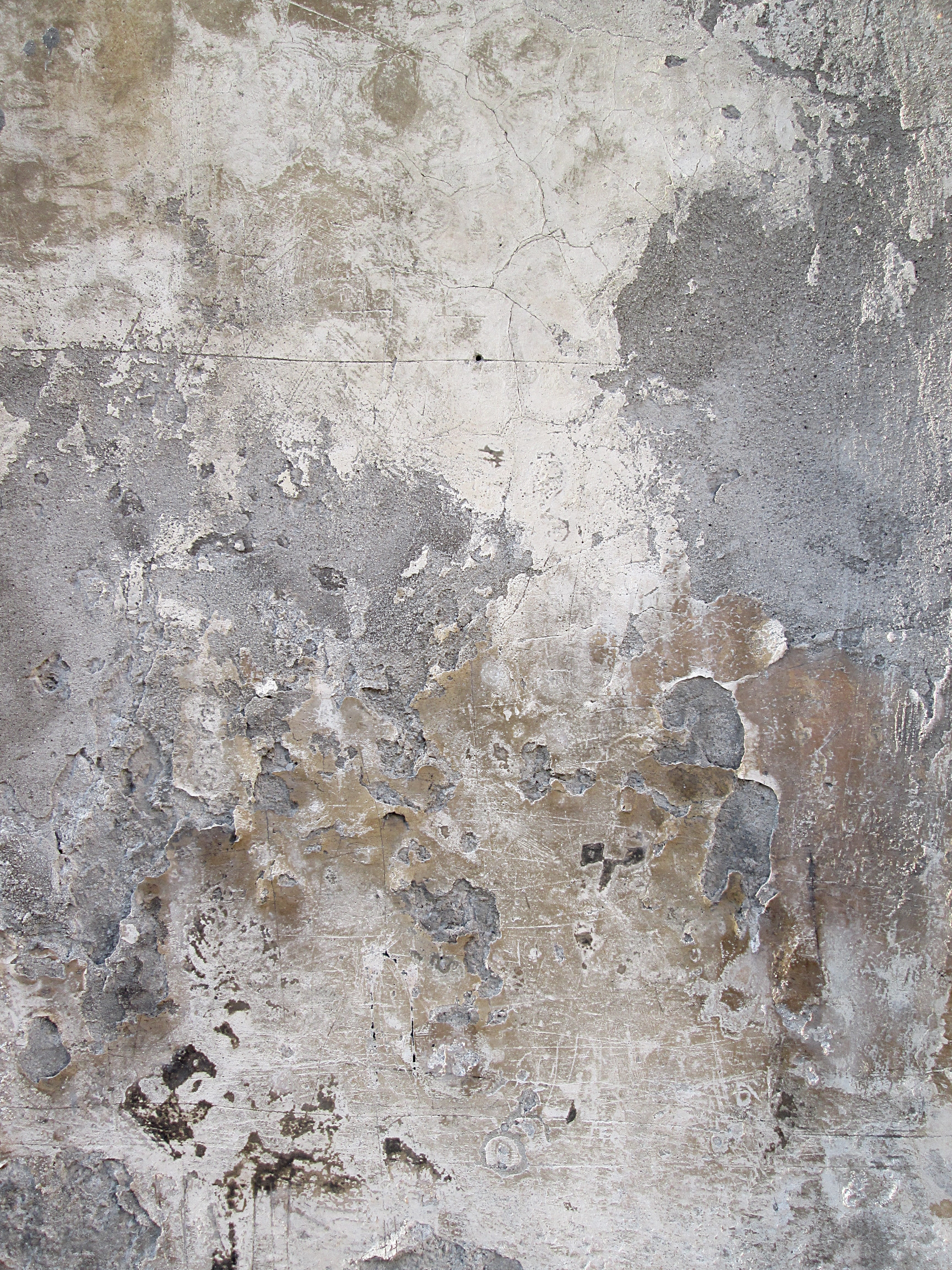
Aproximació del color

El color de gos com fuig o ala de mosca és un color imprecís, brut. Denota alguna cosa que s'ha desgastat amb l'ús o que ha perdut el color original amb el pas del temps. S'utilitza sovint per a descriure l'estat desgastat d'una peça de roba. «Duia un vestit usat i lluent de colzes, de color de gos com fuig, que abans devia haver estat gris. »